# International Bertelsmann Forum

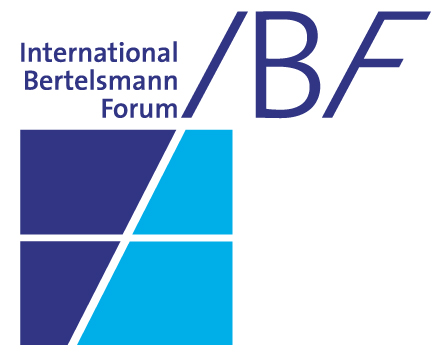
Logo des International Bertelsmann Forum (1992–2001)

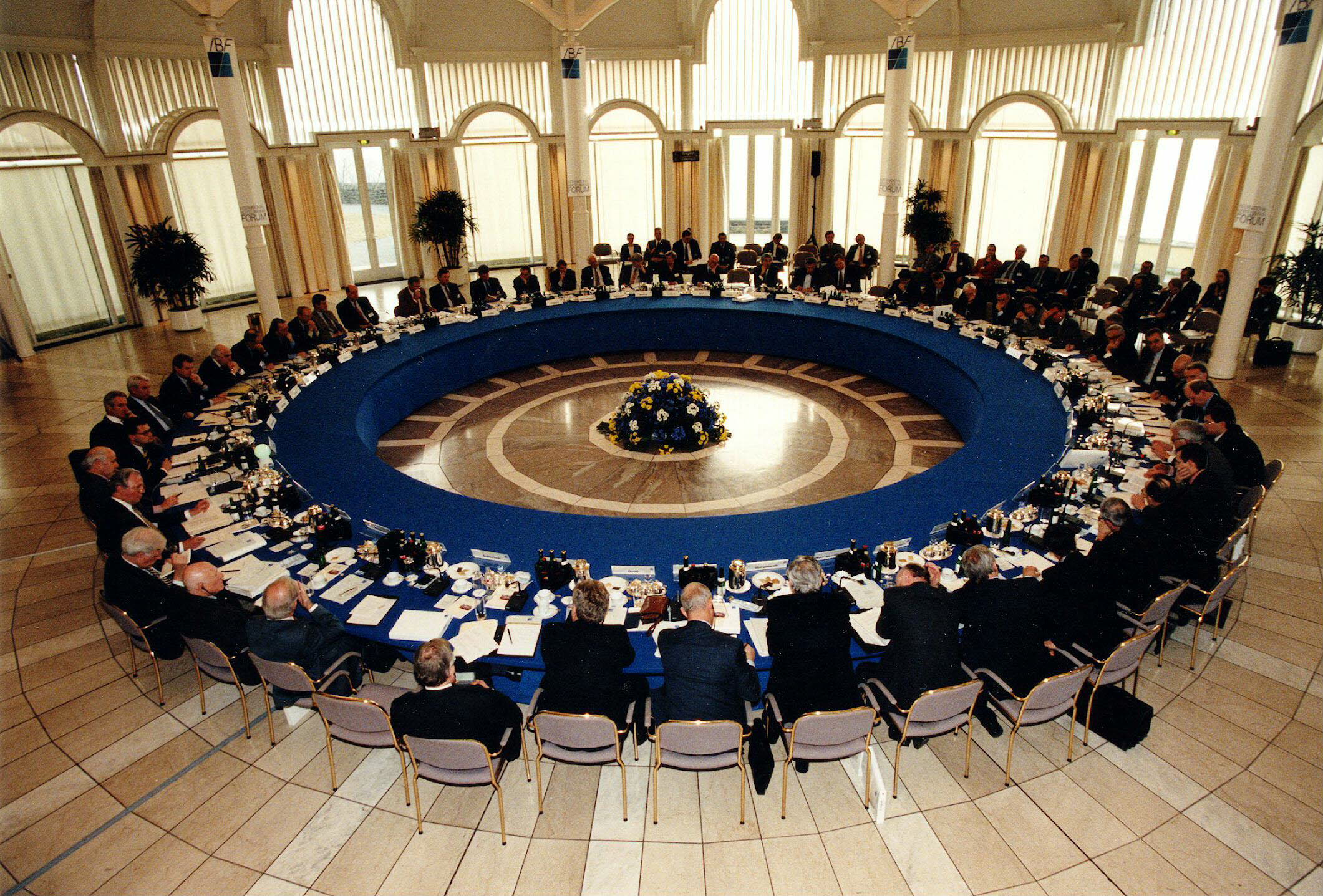
International Bertelsmann Forum im Bundesgästehaus (1996)

Das International Bertelsmann Forum (kurz IBF) war eine Veranstaltungsreihe unter Federführung der gemeinnützigen Bertelsmann Stiftung. Sie wurde zwischen 1992 und 2006 in unregelmäßigen Abständen durchgeführt und beschäftigte sich vor allem mit Fragen der europäischen Zusammenarbeit. Zu den Teilnehmenden zählen Führungspersönlichkeiten aus Politik, Wirtschaft, Wissenschaft, Medien und Kultur.

## Geschichte
Horst Teltschik, ehemals außenpolitischer Berater Helmut Kohls, übernahm im Jahr 1991 die Geschäftsführung der Bertelsmann Stiftung. Unter seiner Führung wurden die internationale Verständigung und insbesondere die europäische Integration zu Schwerpunkten der Stiftungsarbeit. Als ein herausragendes Projekt in diesem Bereich etablierte man 1992 das International Bertelsmann Forum. Die Veranstaltung bot Führungspersönlichkeiten aus Politik, Wirtschaft, Wissenschaft, Medien und Kultur eine Gelegenheit zum informellen Austausch abseits des Tagesgeschäfts.
Im Vorfeld des International Bertelsmann Forum hatte die Bertelsmann Stiftung 1991 ein sogenanntes „Steering Committee“ berufen.  Mitglieder waren unter anderem Leszek Balcerowicz, Carl Bildt, Jacques Delors, Felipe Gonzalez Márquez, Lord Geoffrey Howe, Henry A. Kissinger, Václav Klaus, Helmut Kohl, Miklös Nemeth und Eduard Schewardnadse. Das Komitee identifizierte die zentralen Punkte europäischer Politik, in denen offensichtlicher Veränderungsbedarf bestand. Ausgehend hiervon entwickelte der wissenschaftliche Projektpartner, die Forschungsgruppe Europa an der Johannes Gutenberg-Universität Mainz unter der Leitung von Werner Weidenfeld, ein Grundsatzpapier für die weiteren Diskussionen der Teilnehmenden.
Das erste International Bertelsmann Forum wurde 1992 im Gästehaus der Deutschen Bundesregierung auf dem Petersberg bei Bonn ausgerichtet. 1993 führte man das Format mit einem Fokus auf den wirtschaftlichen Folgen des europäischen Umbruchs fort. Unter den rund siebzig Teilnehmenden waren auch diverse Ministerpräsidenten. Stand zuvor die europäische Sicherheits- und Verteidigungspolitik im Fokus, rückte 1996 die europäische Integration auf die Agenda. Auf dem International Bertelsmann Forum 1998 wurde nicht nur über die äußere, sondern auch die innere Gestaltung der Zusammenarbeit europäischer Staaten debattiert.
1999 fand das International Bertelsmann Forum erstmals außerhalb Deutschlands statt. Vor dem Hintergrund der Osterweiterung folgte man der Einladung des polnischen Staatspräsidenten Aleksander Kwaśniewski in den Warschauer Palast. Öffentliche Beachtung erhielt die Entwicklung einer europäischen Perspektive für Russland, die Ukraine und Weißrussland. In den folgenden Jahren blieb die Erweiterung der Europäischen Union ein wichtiges Thema, ebenso wie die Entwicklung einer gemeinsamen Außenpolitik. Die Beratungen zu einer gemeinsamen europäischen Verfassung spielten ebenfalls eine große Rolle.
Das zehnte (und letzte) International Bertelsmann Forum fand 2006 im Weltsaal des Auswärtigen Amts am Werderschen Markt in Berlin-Mitte statt. Dort präsentierte Bundeskanzlerin Angela Merkel die Eckpunkte für Deutschlands Vorsitz im Rat der Europäischen Union.

## Themen und Orte
- 1992, Bundesgästehaus, Bonn: „Die Zukunft Europas: Alternativen – Strategien – Optionen“
- 1993, Bundesgästehaus, Bonn: „Die Zukunft Europas: Die politische Agenda für die neunziger Jahre“
- 1996, Bundesgästehaus, Bonn: „Das neue Europa - Strategien differenzierter Integration“
- 1998, Schloss Bellevue, Berlin: „Europa vor der Vollendung – Das Profil der großen Europäischen Union“
- 1999, Präsidentenpalast, Warschau: „Mittel- und Osteuropa auf dem Weg in die Europäische Union“
- 2001, Auswärtiges Amt, Berlin: „Das entgrenzte Europa – Strategien politischer Gestaltung“
- 2002, Vilnius: „Building the Wider Europe“
- 2004, Auswärtiges Amt, Berlin: „Europas Alternativen: Aufgaben und Perspektiven der großen Europäischen Union“
- 2005, Zagreb: „Südosteuropa auf dem Weg in die Europäische Union“
- 2006: Auswärtiges Amt, Berlin: „Die strategischen Antworten Europas“

## Teilnehmende (Auswahl)
- Joschka Fischer, ehemaliger Außenminister der Bundesrepublik Deutschland
- Hans-Dietrich Genscher, ehemaliger Außenminister der Bundesrepublik Deutschland
- Roman Herzog, ehemaliger Bundespräsident der Bundesrepublik Deutschland
- Aleksander Kwaśniewski, ehemaliger Staatspräsident der Polnischen Republik
- Václav Klaus, ehemaliger Ministerpräsident der Tschechischen Republik
- Klaus Kinkel, ehemaliger Außenminister der Bundesrepublik Deutschland
- Henry A. Kissinger, ehemaliger Außenminister der Vereinigten Staaten
- Angela Merkel, Bundeskanzlerin der Bundesrepublik Deutschland
- Jacques Santer, ehemaliger Präsident der Europäischen Kommission
- Richard von Weizsäcker, ehemaliger Bundespräsident der Bundesrepublik Deutschland

## Kritik
Das International Bertelsmann Forum gilt den Kritikern der Bertelsmann Stiftung als Beispiel für ihren politischen Einfluss, der nicht demokratisch legitimiert ist und in erster Linie eigenen Zwecken dient.